# Materlândia
Materlândia là một đô thị thuộc bang Minas Gerais, Brasil. Đô thị này có diện tích 282,253 km², dân số năm 2007 là 4662 người, mật độ 17,8 người/km².